# Danmarkshavn

Location de Danmarkshavn dans le Parc national du Nord-Est-du-Groenland.

Danmarkshavn (littéralement « le havre du Danemark ») est une petite station météorologique située dans la baie de Dove sur la côte Sud de la péninsule de Germanialand dans le parc national du Nord-Est-du-Groenland.

## Description
La population permanente sur la base est de 8 personnes, même si elle augmente un peu en août. Le lieu est accessible pour les bateaux qui ne sont pas brise-glace. La station est ravitaillée chaque année en août par bateau cargo. L'accès à la station dépend du niveau de glace pour la rejoindre. La société TELE Groenland assure les moyens de communication. 
La station dispose d'un petit aérodrome (ICAO : BGDH).